# Zoran Đinđić
Zoran Đinđić (srbsko Зоран Ђинђић), srbski politik, * 1. avgust 1952, Bosanski Šamac, LR Bosna in Hercegovina, FLRJ, † 12. marec 2003, Beograd, Srbija, Srbija in Črna gora.

## Kariera
Đinđić je študiral filozofijo na univerzi v Beogradu. Potem ko je zaradi domnevnega poskusa ustanovitve neodvisnega političnega gibanja prišel v spor s komunistično oblastjo, je emigriral v Zahodno Nemčijo, kjer je nadaljeval študij. V Jugoslavijo se je vrnil leta 1989, kjer je prevzel mesto profesorja na Univerzi v Novem Sadu. 
Leta 1990 je bil eden od ustanoviteljev sodobne srbske Demokratske stranke, katere predsednik je postal štiri leta pozneje. Tekom 1990. let je bil eden voditeljev opozicije režimu Slobodana Miloševića. Leta 1997 je za kratek čas deloval kot župan Beograda. 25. januarja 2001 je postal predsednik vlade Srbije. 
Đinđić je veljal za zahodno usmerjenega politika, zaradi česar je bil pogosto v sporu s strankami, naklonjenimi prejšnjemu sistemu. Odigral je ključno vlogo pri izročanju Miloševića haaškemu sodišču in začel uvajati gospodarske reforme, ki so Srbijo približale Evropski uniji. Januarja 2003 je začel široko diplomatsko kampanjo za rešitev vprašanja Kosova. 

## Atentat
Zoran Đinđić je bil umorjen na sredo, 12. marca 2003, pred stavbo Vlade Republike Srbije. Ubil ga je zadetek krogle v srce, izstreljene iz puške Heckler & Koch G3.
Atentat na Đinđića je sprožil obsežno policijsko akcijo "Sablja", uperjeno proti premierjevim morilcem in organiziranemu kriminalu nasploh, med katero je bilo zaslišanih preko 11 000 oseb. Preiskava je ugotovila, da je Đinđića iz stavbe Zavoda za fotogrametrijo ustrelil Zvezdan Jovanović, namestnik poveljnika enote za posebne operacije ("rdečih baretk"). Za organizatorja zločina je bil spoznan Milorad Ulemek, nekdanji poveljnik enote in pripadnik mafijskega t. i. Zemunskega klana.